# Priboj (Leskovac)
Pour les articles homonymes, voir Priboj (homonymie).
Priboj (en serbe cyrillique : Прибој) est un village de Serbie situé sur le territoire de la Ville de Leskovac, district de Jablanica. Au recensement de 2011, il comptait 558 habitants.

## Démographie
| 1948 | 1953 | 1961 | 1971 | 1981 | 1991 | 2002 | 2011 |
| ---- | ---- | ---- | ---- | ---- | ---- | ---- | ---- |
| 866  | 868  | 821  | 765  | 733  | 693  | 642  | 558  |

|  |